# پونته‌لاندولفو
پونته‌لاندولفو (به ایتالیایی: Pontelandolfo) یک کومونه در ایتالیا است که در استان بنونتو واقع شده است.

## خصوصیات
پونته‌لاندولفو ۲۸ کیلومترمربع مساحت و ۲٬۴۵۷ نفر جمعیت دارد و ۵۱۰ متر بالاتر از سطح دریا واقع شده است.